# Carol Clover
Carol Clover est une chercheuse américaine qui a étudié notamment le concept de la dernière survivante et étudié le genre au cinéma.

## Carrière
Carol Clover étudie à l'université de Californie à Berkeley. En 1965, elle obtient une bourse Fulbright à l'université d'Uppsala. De 1971 à 1977, elle enseigne à l'université Harvard, puis elle retourne enseigner à Berkeley.

## Dernière survivante
Clover publie un ouvrage intitulé Men, Women, and Chain Saws: Gender in the Modern Horror Film (en) en 1992. Le livre présente une enquête sur le genre dans les films slasher à partir des tropes communs liés ce type de film, soit la vengeance, le viol et le meurtre,. Sa perspective féministe apporte un regard nouveau sur le genre et sur le cinéma d'horreur et la dernière survivante en est la principale cause.
S'appuyant sur le texte important de Laura Mulvey, publié en 1975, Visual Pleasure and Narrative Cinema, Clover soutient que les slashers "forcent" le spectateur à s'identifier au personnage de la survivante plutôt qu'à celui du meurtrier. Alors que la plupart des théoriciens de l'époque s'acharnaient à démontrer que les films d'horreur étaient axés sur les hommes, la théorie de Clover prouve qu'en réalité, le spectateur (peu importe son sexe), est forcé de s'identifier à la victime. Le point de vue subjectif de la caméra, alors orienté sur le tueur, n'influence pas le spectateur masculin, spécule Clover, et ce dernier ne cherchera pas à s'identifier à celui qui est dominant sur le plan narratif, mais bien à la victime et à sa quête, qui est de survivre.